# Divinópolis
Pour les articles homonymes, voir Divinópolis (homonymie).
Divinópolis est une ville brésilienne de l'État du Minas Gerais.

## Géographie
Sa population était estimée à 213 076 habitants en 2010. La municipalité s'étend sur 709 km2.
La ville est le centre de la microrégion de Divinópolis. Elle se situe à 712 mètres d'altitude, et est située à 120 km de la capitale de l'État, Belo Horizonte.
Divinópolis está ubicada en la zona metalúrgica, microrregión (186) del Valle de Itapecerica: -20.13889 (latitud sur) -44.88389 (longitud oeste); Macrorregión del Alto São Francisco, margen derecha. Limita con los siguientes municipios: Nova Serrana (Norte), Perdigão (Noroeste), Santo Antônio do Monte (Oeste), São Sebastião do Oeste (Suroeste), Cláudio (Sur), Carmo do Cajuru (Este) y São Gonçalo do Pará (Este).
Le climat est caractérisé par des hivers secs et des étés humides. La température moyenne, en hiver est d'environ 16 °C et la moyenne du mois le plus chaud est d'environ 25 °C. La période qui s'étend de décembre à février est la plus pluvieuse. Les mois les plus secs vont d'avril à décembre.

## Histoire et Économie
Divinópolis a été fondée en 1767 par une cinquantaine de familles qui vivaient près des rivières Itapecerica et Pará. La première colonie prit racine près de la rivière Itapecerica et fut appelée Paragem da Itapecerica. En 1770, cette colonie devint Espírito de Santo da Itapecerica et était un quartier de Tamanduá. En 1912, elle est devenue une ville nommée Divinópolis (« ville de l'Esprit Saint » en français) en hommage à l'ancien nom d'Espírito Santo.
L'arrivée d'un chemin de fer à voie étroite (Estrada de Ferro Oeste de Minas) en 1890, a offert des possibilités à la ville pour l'installation d'industries sidérurgiques de fer et d'acier, offrant un bon niveau de vie aux habitants et un niveau élevé de développement social.
À la fin des années 1970, les problèmes économiques de l'industrie de l'acier ont causé la fermeture d'usines et de nombreux travailleurs furent mis au chômage. La reconversion dans l'industrie du textile (nombreuses usines de vêtements), a été une importante alternative économique. Environ 14 000 personnes sont directement employées dans ce secteur.
En plus du textile, la ville produit des boissons, des produits laitiers et des produits carnés.

## Communications
L'indicatif téléphonique de Divinópolis (MG) est le 37.

## Maires
| Période | Période | Identité                  | Étiquette | Qualité |
| ------- | ------- | ------------------------- | --------- | ------- |
| 2009    | 2012    | Vladimir Faria de Azevedo | PSDB      |         |
| 2013    | 2016    | Vladimir Faria de Azevedo | PSDB      |         |